# Orléans-i János angoulême-i gróf
János angoulême-i gróf, franciául: Jean d’Orléans vagy Jean d’Angoulême (1399. június 26. – 1467. április 30.), Angoulême és Périgord grófja, I. Lajos orléans-i herceg és Valentina Visconti fia, V. Károly francia király unokája és I. Károly orléans-i herceg öccse, valamint I. Ferenc francia király nagyapja.

## Élete
Jánost 1412-ben túszként átadták az angoloknak, akik 32 évig, 1444-ig tartották fogva. 1438-ban eladta Périgord grófságot Jean de Châtillonnak, Penthièvre grófjának. A szabadon bocsátása után 1451-ben féltestvére, Jean de Dunois parancsnoksága alatt harcolt Guyenne-ben.

### Házassága
János 1449.  augusztus 31-én feleségül vette Marguerite de Rohant. Házasságukból három gyermek született:
- Lajos (1455–1458)
- Károly (1459–1496), angoulême-i gróf, I. Ferenc francia király apja
- Jeanne (1462–1520), férje Charles François de Coetivy, Taillebourg grófja.

Házasságon kívül született fiát, Jean de Valois-t, Bâtard d’Angoulême, 1458-ban törvényesítették.

## További információk

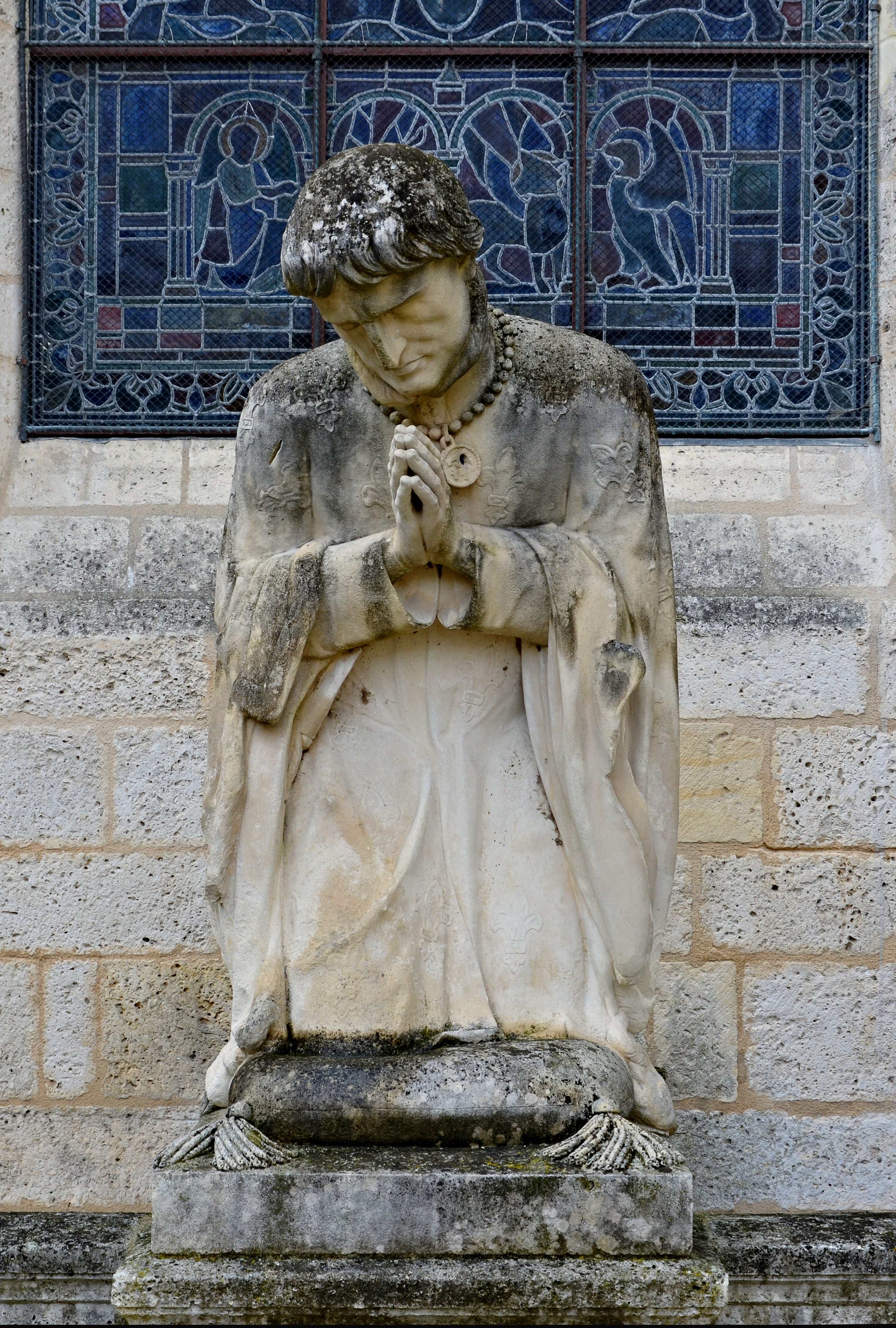
Jean d'Orléans 1876-os szobra a Saint-Pierre-i Angoulême-katedrálisban

## Fordítás
- Ez a szócikk részben vagy egészben a Jean de Valois, comte d’Angoulême című német Wikipédia-szócikk fordításán alapul.  Az eredeti cikk szerkesztőit annak laptörténete sorolja fel. Ez a jelzés csupán a megfogalmazás eredetét és a szerzői jogokat jelzi, nem szolgál a cikkben szereplő információk forrásmegjelöléseként.
- Ez a szócikk részben vagy egészben a Jean d'Orléans (1399-1467) című francia Wikipédia-szócikk fordításán alapul.  Az eredeti cikk szerkesztőit annak laptörténete sorolja fel. Ez a jelzés csupán a megfogalmazás eredetét és a szerzői jogokat jelzi, nem szolgál a cikkben szereplő információk forrásmegjelöléseként.